# لوئی آنتوان
لوئی آنتوان (انگلیسی: Louis Antoine, Duke of Angoulême (زادهٔ ۶ اون ۱۷۷۵ – درگذشتهٔ ۳ ژوئن ۱۸۴۴)، پسر بزرگ شارل دهم، پادشاه فرانسه و آخرین دوفن فرانسه از ۱۸۲۴ تا ۱۸۳۰ بود. او کمتر از ۲۰ دقیقه پادشاه فرانسه بود. قبل از اینکه خودش از سلطنت کناره‌گیری کند، به دلیل کناره‌گیری پدرش در جریان انقلاب ژوئیه در سال ۱۸۳۰. او هرگز بر کشور سلطنت نکرد، اما پس از مرگ پدرش در سال ۱۸۳۶، مدعی تاج‌وتخت مشروعه‌خواه به عنوان لوئی نوزدهم شناخته شد.
او در بدو تولد یک petit-fils de France بود و در ابتدا با نام لوئی آنتوان دوآرتوا شناخته میشد.  پس از اینکه پدرش به پادشاهی رسید، او به «دوفن دو فرانس» تبدیل شد و نام خانوادگی او به پیروی از رسم سلطنتی برای شاهزادگان با چنین رتبه‌ای به «د فرانس» تغییر یافت.